# Jonas Sippel
Jonas Sippel (* 27. April 1994 in München) ist ein deutscher Schauspieler.
Sippel wurde mit dem Down-Syndrom geboren. Er wuchs bei seinen Eltern und seinem älteren Bruder in Rangsdorf im Landkreis Teltow-Fläming in Brandenburg in einem Haus auf dem Land auf.
Erste schauspielerische Versuche machte er in der Grundschule im Religionsunterricht, wo er u. a. den biblischen König Salomon und auch einen Peitschenantreiber aus dem Buch Exodus spielte. Er machte als Jugendlicher zwei Schüler- und Theaterpraktika, das erste im Jahre 2009, wo er von der Berliner Regisseurin Gisela Höhne entdeckt wurde, und kam so als Schauspieler zum Theater. Seit 2012 gehört er fest zum Ensemble des integrativen Theaters „RambaZamba“ in der Kulturbrauerei in Berlin-Prenzlauer Berg. Dort spielte er mehrere Hauptrollen, u. a. Neoptolemos, den Sohn des Achilles in Philoktet und den Clov in Samuel Becketts Theaterstück Endspiel. In der Spielzeit 2017/18 übernahm er am Theater „RambaZamba“ den Karl Moor in Schillers Schauspiel Die Räuber, u. a. mit der Berliner Schauspielerin Almut Zilcher vom Deutschen Theater als Partnerin. Im November 2017 spielte er in einer Solo-Fassung von Hebbels Die Nibelungen.
In dem Kinofilm 24 Wochen (2016) der Regisseurin Anne Zohra Berrached, der im Rahmen der 66. Internationalen Filmfestspiele Berlin (Berlinale) als einzig deutscher Beitrag uraufgeführt wurde, spielte Sippel in einer Nebenrolle den Leiter einer Behindertengruppe. In einem Interview mit der deutschen Ausgabe des Magazins Vice erklärte er, auf die Thematik des Schwangerschaftsabbruchs nach embryopathischer Indikation angesprochen: „Gute Menschen lieben Kinder, egal ob sie Trisomie 21 haben oder normal sind. Wenn sie ein Kind mit Down-Syndrom abtreiben lassen, das sage ich jetzt ganz offen, dann sind sie schlechte Menschen.“
Im September 2017 war Sippel, u. a. mit Ulrike Kriener, Sonja Kirchberger, Shenja Lacher und Karolina Horster als Partnern, in der ZDF-Krimireihe Kommissarin Lucas in einer Hauptrolle zu sehen. Er spielte den jungen Theo Pröll, der unter Mordverdacht gerät, als eine Frau, die Gast im Motel seines Bruders war, getötet wird und unter rätselhaften Umständen in einem Wald im Auto verbrennt.
Zu seinen Interessengebieten gehören Kampfsport, Krimiserien (u. a. TKKG und Die drei ???), Archäologie und Griechische Mythologie. Sippel lebt mittlerweile in einer teilbetreuten Wohngemeinschaft in Berlin.

## Filmografie
- 2016: 24 Wochen (Kinofilm)
- 2017: Kommissarin Lucas: Löwenherz (Fernsehreihe)
- 2019: The Peanut Butter Falcon (für die deutsche Sprachfassung als Synchronsprecher des Hauptdarstellers Zack Gottsagen)
- 2019: Der Sommer nach dem Abitur (Fernsehfilm)
- 2020: Um Himmels Willen – Handicaps (Fernsehserie, eine Folge)
- 2021: SOKO Potsdam: Leben lassen (Fernsehserie, eine Folge)